# Butter Point
Butter Point (in italiano punto del burro) è un promontorio della Terra Vittoria e della Dipendenza di Ross, in Antartide.
Localizzato ad una latitudine di 77° 39′ S ed una longitudine di 164° 14′ E, segna il limite meridionale di New Harbor.
Scoperto durante la spedizione Discovery del 1901-04 di Robert Falcon Scott, è stato chiamato così perché il gruppo incaricato di esplorare il ghiacciaio Ferrar lasciò nell'area una lattina di burro, in previsione di poter mangiare della carne di foca fresca nel viaggio di ritorno.
Grazie alla sua posizione che offre un facile accesso sia al mare che al plateau antartico, l'area venne presa in considerazione per l'installazione della base neozelandese Scott, ma venne poi scelta la zona di Pram Point.